# NGC 4768
NGC 4768 est une étoile située dans la constellation de la Vierge. L'astronome allemand Wilhelm Tempel a enregistré la position de cette étoile en mars 1882. NGC 4768 est très près de NGC 4769, une autre étoile aussi enregistrée par Wilhelm Tempel.